# Покровське (Нікопольський район)
Покро́вське — село в Україні, у Нікопольському районі Дніпропетровської області. Центр Покровської сільської громади. Населення — 2 774 мешканця.

## Географія
Село Покровське знаходиться на правому березі Каховського водосховища, вище за течією на відстані 3,5 км розташоване село Набережне, нижче за течією на відстані 4 км розташоване село Капулівка. До обласного центру — 120 км. Поруч проходить автомобільна дорога Т 0436.

## Місцевості села
Вулиці села: Каховська, Галайди, Сагайдачного, Дружби, Вишнева, Шкільна, Шевченка, Калнишевського.

## Археологічні знахідки
На території Покровського досліджено скіфське поселення (IV—III ст. до н. е.) із залишками жител й металургійного виробництва.

## Період Запорозької Січі
Заселення цієї місцевості на початку 18 століття розпочали запорізькі козаки. 31 березня 1734 року ними на острові Чортомлик було засновано Підпільнянську, або Нову Січ (на відміну від Старої) — адміністративний і військовий центр запорозького козацтва в 1734—1775 роках. Підпільне було останньою Запорозькою Січчю. Підпільне розташовувалося на великому півострові, що омивався річкою Підпільною (притока Дніпра) у річковій мережі плавнів.
В часи Нової Січі на частині території пізнішого села існувало січове передмістя Гассан — баша або Шамбаша, де розташовувався крамний базар з крамами (крамничками) та шинками січових куренів. Тут жили базарні отамани, військовий кантаржій або хранитель ваг та мір, а також ковалі та інші січові ремісники.

## Виникнення і розвиток села
На початку червня 1775 року за наказом Катерини II Нова Січ була зруйнована, а Вольності Війська Запорозького анульовані. На місці коша виникло село Покровське.
У 1777 році за розпорядженням новоросійського губернатора Григорія Потьомкіна слобода, який налічувала 300 дворів, була оголошена містом Покровськ, де розмістилися провінційна канцелярія і духовне правління. Але вже в наступному році канцелярію і правління перенесли до Слов'янська (стара назва Нікополя), а Покровське отримало статус містечка, з 1784 року воно стає слободою.
Після ліквідації Запорізької Січі 100 тис. десятин землі, десятки сіл, у тому числі і Покровське, отримав у приватне володіння генерал-прокурор князь А. А. Вяземський. За даними ревізії 1782 року, у селі проживало тоді 476 чоловік. У 1802 році Покровське придбав колезький асесор Штиглиць, нажив величезні статки на відкуп соляних озер в Тавриді. Маєток Штігліца (господар жив в Петербурзі і тільки один раз був тут) спеціалізувався на розведенні мериносних овець, хліборобстві, винокурінні. Мешканці села вирощували в плавнях овочі, що славилися на всю околицю. Рятуючись від поміщицького гніту, селяни втікали від своїх власників. Про факти втечі кріпаків барона Штіглиця катеринославський губернатор змушений був доповідати навіть самого царя в рапорті від 8 червня 1856.
Раз на рік, 1 жовтня, у Покровському збирався ярмарок, на якому про давалися головним чином хліб, худобу та овочі.

## Тарас Шевченко і Покровське
Дерев'яну козацьку церкву в селі Покровське малював Тарас Шевченко. Церкву Покрови він планував включити до свого альбому "Живописная Україна" у 1845 році. Ця церква зведена в селі 1798-го, вже після ліквідації Запорозької Січі, проте на її території знаходилися залишки старої козацької церкви. Її нешляхетно затоплено водами Каховського водосховища у 1954 році. На малюнкові Шевченка можна бачити дерев'яну дзвіницю з двома ярусами та кованим залізним хрестом, яка стояла поруч із церквою. Також, історики припускають, що саме в Покровському Шевченко міг задумати і виконати свій малюнок "Сліпий" ("Невольник"), який став основою для його однойменної поеми. Про затоплення храму у 1950-х з великим болем  писав у своїх щоденниках кінорежисер Олександр Довженко. 
Реалістичні картини життя селян, жорстокі кріпосницькі порядки описав у своїй праці «Поїздка до Південної Росії» друг Тараса Шевченка письменник та етнограф Олександр Афанасьєв-Чужбинський. Він здійснив 1856 року на замовлення морського відомства поїздку по прирічкових і приморських областях Російської імперії. Під час подорожі  Дніпром Олександр Афанасьєв-Чужбинський зупинявся на тривалий час у Нікополі та в Покровському. У першій частині своєї книжки — «Нариси Дніпра» — він писав, що український селянин не перестає працювати все своє життя. Вже з 8 років селянський хлопчик починає гарувати: пасе худобу, поганяє волів. З роками він виконує  складніші і важчі роботи. Дівчата 7-8 років навчаються прясти, виганяють худобу в поле, дивляться за меншими дітьми, господарюють в хаті, працюють на городі. Особливо гаряча і важка пора наставала для селян влітку. Під час збирання врожаю вдома залишалися тільки діди і малі діти, грудних немовлят матері брали з собою в поле. Одного разу в Покровському, повертаючись до хати, де він жив, письменник почув гучний плач двох дівчат. На питання, яке горе їх спіткало і не може він чимось допомогти, одна з них відповіла: «Е, ніхто не допоможе … завтра перший раз женуть нас на панщину».

## Покровське після реформи 1861 року
У 1861 році село Покровське, у якому за відомостями 1859 налічувалося 214 господарств і 1511 жителів, було продано великому князеві Михайлу Миколайовичу.
Після скасування кріпацтва селяни стали юридично вільні, залишаючись у повній економічній залежності від поміщика, оскільки більшість з них не мало ні достатньої кількості землі, ні сільськогосподарських знарядь для її обробки. Згідно з викупним актом, підписаним 21 листопада 1862 керуючим маєтком і представниками сільської громади,  жителі Покровського отримали право на викуп 558 наділів, або всього 2232 десятин придатної надільної землі. На ревізьку душу припадало по 4 десятини. Викупну позику в сумі 66 960 карбованців селяни повинні були повертати державі протягом 49 років по 6 відсотків щорічно, внаслідок чого земля обійшлася їм в три рази дорожче за її ринкову вартість. Пограбувавши селян, великий князь Михайло Миколайович, цей найбільший поміщик Росії, зберіг за собою тільки в Покровської волості 34418 десятин кращої землі
За ревізією 1886 року Покровське було слободою при річці Підпільна в 140 верстах від повітового міста, 1593 осіб, 301 двори, православна церква, школа, 2 лавки, ярмарок, у 1,5 версті винокурний завод, у 4 верстах цегляний завод, у 10 верстах поштова станція.
З розвитком капіталізму в сільському господарстві поглиблювалося класове розшарування села. З середовища селян, з одного боку, виділялося куркульство, з іншого збільшувалася кількість бідняків. Так, в 1882 році з 333 господарств Покровського 18 % не мали робочої худоби, 53 % — корів, 8 % — ніякого худоби. У наступні роки процес розшарування селянства посилювався. У 1898 році сільська громада Покровського, що налічувала вже 456 господарств і 2630 жителів, як і раніше володіла тією ж кількістю землі. Розподілялася вона таким чином: у 30 господарств — не більше десятини, у 40 — до 3 десятин, 211 — мали від 3 до 5, 133 — від 5 до 10, а 29 — до 20 десятин землі. 13 господарств були безземельними. Нерівномірно розподілялись також худобу та інвентар. У той час як 168 господарств не мали корів, 205 — тримали одну корову, 54 — 2, 29 господарів володіло трьома і більше коровами. У 94 господарствах не було робочої худоби, 19 мали по одному коні, 246 — по 2 коня або пару волів, 46 — 3 голови робочої худоби, а тим часом 51 багач володів чотирма і більше кіньми і волами. 71 господарство не мало інвентарем, 238 — плугами і Букерів, а 124 заможних господарства мали або те, або інше.
За переписом 1897 року кількість мешканців зросла до 2658 осіб (1316 чоловічої статі та 1342 — жіночої), з яких 2633 — православної віри.

## XX століття
Безземельні селяни змушені були вдаватися до оренди поміщицької землі. У 1905 році орендна плата становила 10 рублів за десятину степової орної і 24 рублів за десятину плавневої землі. Поміщик, таким чином, отримував величезні прибутки. Розорені селяни йшли на заробітки на відкритий 1886 року на землях Романова марганцевий рудник, батрачили у куркулів і в поміщицьких економіях. Обстежуючи умови праці в економіях Романова, завідувач Грушівським лікувально-продовольчим пунктом змушений був визнати, що наймити постійно перевтомлювалися і відчували нестачу в харчуванні. Керуючі прагнули позбутися від хворих і виганяли їх з роботи.
Біднота страждала не тільки від безземелля, бідності та експлуатації з боку поміщиків, а й від свавілля царських чиновників. Влітку 1905 року жителі села А. Печений, П. Забутний та інші подали прокурору Катеринославського окружного суду скаргу на земського начальника Фрея, який брав хабарі, не брав заходів проти пияцтва чиновників у Покровському волосному суді. Але Катеринославське губернське присутність на своєму засіданні 28 січня 1906 ухвалило рішення скаргу селян «залишити без наслідків».

## Селянські заворушення 1905 року
Значні спалахи невдоволення селян у маєтку Михайла Миколайовича (Романова) відбулися в лютому-березні 1905 року. У другій половині жовтня біднота на сходах відкрито висловлювала невдоволення існуючими порядками. 8 листопада жителі села з'явилися в контору лісництва Покровської економії, розбили вікна і, погрожуючи розгромити всю економію, зажадали віддати їм худобу, затриманий лісниками за потрави. 20 листопада 363 домогосподаря села (з 366), зібравшись на схід, записали у вироку: «Багато є родин, зовсім позбавлених навіть шматка своєї землі; покупкою ж придбати за існуючих нині умов і нашій досконалої бідності є для нас неможливим». Схід вирішив клопотати через Всеросійський Селянський союз про наділення їх землею з Романівської економії, а також про повернення всіх раніше стягнутих з них штрафів і переборів за оренду землі. Наступного дня наляканий справник телеграфував губернатору: «Ставлення селян в економії загострилося до того, що немає можливості утримати від насильств й загрози. Прошу присилання козаків». 22 листопада, він послав нову телеграму: "Сьомий день знаходжуся в Покровської економії, де дуже неспокійно. Казаков немає, їх вкрай потрібно ". У відповідь на це півсотні козаків з Олександрівська були послані в Покровське {Дніпропетровський облгосархів, ф. 11, оп. 1, д. 468, лл. 118, 119, 121.}. Але 26 листопада в селі відбувся великий мітинг, де говорилося про необхідність взяти всю землю і розділити її між селянами. 10 грудня 1905, обурені свавіллям поміщицьких керуючих і лісничого, які піддавали селян великим штрафам за порубку лісу, випас худоби і т. д., близько 2 тис. мешканців Покровського, Капулівки і Олександрівки, переправившись через річку Підпільну в княжі плавні, забрали свій худобу, захоплений лісниками, поміщицьких овець і підпалили кошару. На місце події прибуло 20 козаків. Проте під натиском селян вони змушені були відступити. Наступного дня, дочекавшись підкріплення, козаки відкрили збройовий вогонь і розігнали селян. Справник після цього доносив, що смерть і поранення декількох селян «виробили протверезне враження і безлади припинилися». Почалися масові обшуки, арешти. У селян відбирали майно і зобов'язали їх виплатити близько 30 тисяч рублів для покриття збитків. В результаті біднота в січні — березні 1906 року залишилася без хліба, худоби й грошей. 17 листопада 1907 справу за обвинуваченням 72 активних учасників аграрних виступів у Покровському було передано до суду. 3 листопада 1909 окружний суд виніс обвинувальний вирок, згідно з яким Т. Годун, С. Жарко, Г. Забутний, Л. Карнаух, К. Лисенко та І. Мирошниченко були позбавлені всіх прав і піддані тюремному ув'язненню терміном на 1,5 роки кожен
Напередодні Першої світової війни у Покровському проживало 3 226 осіб.

## Входження до складу УРСР
Після жовтневого перевороту в січні 1918 року влада в селі перейшла до Ради робітничих і селянських депутатів під керівництвом більшовиків. Протягом 1918—1920 років село захоплювали війська різних політичних сил, а в жовтні 1920 року остаточно встановлено радянську окупацію.
Наприкінці 1920-тих років у Покровському створено перші колгоспи.
Під час організованого радянською владою Голодомору 1932—1933 років помер щонайменше 231 житель села.
З 1934 по 1937 у церкві с. Покровського служив священиком Федір Андрійович Чепурковський (1893-1937)
З 17 серпня 1941 року по 9 лютого 1944 року село було окуповане німецькими військами.
На початку 1950-тих років колгоспи Покровського об'єдналися в один — ім. Горького.
Під час будівництва Каховського водосховища частина села була затоплена, жителів звідси переселили на інше місце.
Населення Покровського за переписом 1970 року — 3251 чоловік, 1989 року 3000 осіб.

## Російсько-українська війна
Внаслідок підриву Каховської ГЕС 6 червня 2023 року спустошене Каховське водосховище, на суходолі опинились залишки Покровської Січової церкви.

## Населення

### Мова
Розподіл населення за рідною мовою за даними перепису 2001 року:
| Мова            | Кількість | Відсоток |
| --------------- | --------- | -------- |
| українська      | 2581      | 93.04%   |
| російська       | 177       | 6.38%    |
| вірменська      | 7         | 0.25%    |
| білоруська      | 2         | 0.07%    |
| гагаузька       | 2         | 0.07%    |
| болгарська      | 1         | 0.04%    |
| інші/не вказали | 4         | 0.15%    |
| Усього          | 2774      | 100%     |

## Економіка
- Молочно-товарна ферма.
- Свиноферма
- В лютому 2019 компанія «ДТЕК» починає підготовку до будівництва Покровської сонячної електростанції потужністю 240 МВт в Дніпропетровській області.[27]

## Заклади соціальної сфери
- Покровська середня загальноосвітня школа І—ІІІ ступенів[28];
- дошкільний навчальний заклад;
- Покровська дільнична лікарня;
- будинок культури з історико-краєзнавчим музеєм;
- сільська бібліотека.

## Пам'ятки
- Братська могила радянських воїнів.
- Пам'ятник Т. Г. Шевченку.
- Пам'ятник М. Горькому.
- Пам'ятний знак жертв Голодомору.